# Операція «Слепстік»
Операція «Слепстік» (англ. Operation Slapstick) — кодове ім'я складової морської десантної операції, що проводилася 9 вересня 1943 року під час висадки в Італії військ союзників з метою опанування італійського міста Таранто на південному узбережжі континентальної Італії під час Другої світової війни.

## Історія
Операція «Слепстік» стала третьою частиною загального плану вторгнення союзних військ на територію континентальної Італії і роки Другої світової війни. Загальним задумом цієї операції була висадка союзних військ в південному італійському морському місті-порту Таранто. За результатами потайливих перемовин між урядом Італії та союзним військовим керівництвом італійці погодилися без бою здати порти Таранто та Бриндізі.
Основний компонент сил вторгнення становила 1-ша британська повітрянодесантна дивізія, яка, водночас, через брак засобів десантування повітряним шляхом дивізія здійснювала висадку морським шляхом кораблями та суднами Королівського ВМФ. Висадка в цілому пройшла вдало, без опору з боку противника, й незабаром обидва порти в робочому стані були захоплені британськими військами. Єдиною силою країн Осі, були розрізнені підрозділи 1-ї парашутної дивізії Люфтваффе, що всіляко чинила опір шляхом влаштування засідок у процесі просування британських десантників на північ. Однак, ці дії не могли серйозно вплинути на наступ союзників і до кінця вересня британські війська просунулися вглиб італійської території до Фоджі на глибину до 120 км від узбережжя. Незабаром десантну дивізію змінили дві піхотні британські дивізії, що продовжили наступальні дії, а парашутисти повернулися до Англії.
Висадка сил вторгнення провадилася у два етапи. На першому етапі з порту Бізерта у супроводі оперативної групи ВМФ о 17:00 8 вересня 1943 вийшов десантний загін, що включав штаб 1-ї повітрянодесантної дивізії, ударні групи від 1-ї та 4-ї парашутних бригад та 9-ту роту королівських інженерів.
Зранку 9 вересня 1943 безпосередньо перед висадкою по італійських позиціях був завданий бомбо-штурмовий удар бомбардувальниками B-26 «Мародер». Британці спостерігали, як з порту Таранто вийшли італійські лінкори «Кайо Дуйліо» і «Андре Доріа» у супроводі трьох крейсерів, що пройшли в бік Мальти, де капітулювали союзникам. Британський десант безперешкодно увійшов до морського порту, де його привітали італійці, що заявили про те, що німці залишили місто та відступили на північ. Висадка на берег пройшла без будь-яких інцидентів, за винятком події, коли британський мінний загороджувач «Абдель» під час маневрування напоровся на морську міну й вибухнув. У наслідок трагедії корабель загинув, на ньому загинуло також 48 членів екіпажу.
Ввечері 9 вересня британські парашутисти продовжили наступальний рух вглиб території Італії, вони швидко опанували міста Массафра та Моттола, поблизу якого сталася перша збройна сутичка з німецькими військами, котрі невдовзі відступили далі у північному напрямку. 10 вересня до порту Таранто прибула з Африки друга хвиля британського десанту, котра швидко приєдналася до першої половини дивізії.
Протягом 48 годин британським військам практично без опору вдалося опанувати значну частину Апулії, були зайняти Бриндізі, Барі, Кастелланета. 11 вересня передові загони дивізії з'єдналися з частинами 1-ї канадської піхотної дивізії, яка висаджувалася в Калабрії за планом операції «Бейтаун».
18 вересня на італійський берег прибуло командування V-го армійського корпусу та перші піхотні дивізії: 78-ма британська і 8-ма індійська піхотні дивізії.